# Janet Boyd
Janet Boyd, née Haig, (1850 – 22 septembre 1928) est une suffragette britannique, membre de la Women's Social and Political Union (WSPU). Emprisonnée à plusieurs reprises pour sa participation à des actions militantes en faveur du droit de vote des femmes au Royaume-Uni, elle reçoit la Hunger Strike Medal. 

## Biographie
Janet Augusta Haig naît en 1850 dans une famille de la classe moyenne supérieure à Marylebone (Middlesex). Elle est la fille de George Augustus Haig (1820-1906), commerçant et propriétaire terrien et de sa femme, Anne Eliza née Fell (1822-1894). Son père est d'origine écossaise et le cousin de Douglas Haig. Sa famille compte plusieurs suffragettes, comme ses sœurs Charlotte 'Lottie' Haig et Sybil Thomas, ou sa cousine Margaret Thomas. En 1874, elle épouse George Fenwick Boyd (1849-1909). Le couple a quatre filles : Sybil Mary Boyd (1875–1954); Annie Boyd (1878–1966); Hester Boyd (1879–1971) et Janet Haig Boyd (1883–1956). À la mort de son époux en 1909, elle se joint à la bataille pour le suffrage féminin.

### Activisme
En 1911, Janet Boyd refuse de figurer dans les données du recensement : « Comme les femmes ne sont pas comptées comme électrices, elles ne devraient pas non plus être comptées dans ce recensement ». 
En novembre 1911, après l'échec du projet de loi de conciliation, la colère des femmes se transforme en action directe et 223 suffragettes sont arrêtées au cours d'une campagne de bris de vitres. Parmi elles figurent sept femmes ayant des connexions galloises, dont Edith Mansell Moullin, Mildred Mansell, la sœur du député Ivor Guest, et Janet Boyd, arrêtée le 19 novembre 1911 pour avoir brisé une fenêtre sur le Strand à Londres. Lors de sa comparution devant le tribunal de première instance de Bow Street, le 22 novembre, elle déclare : « Je ne considère pas que je suis coupable, car je le faisais pour une bonne cause ». Elle est condamnée à une amende de 10 shillings plus 3 shillings pour les dommages et à sept jours de prison.
Janet Boyd est arrêtée une seconde fois le 1er mars 1912. Sa cousine Florence Haig et elle sont jugées, accusées d'avoir chacune brisé deux fenêtres d'une valeur de 66 £ du magasin D. H. Evans, sur Oxford Street. Lors de son procès, le 19 mars 1912, elle est condamnée à six mois de détention dans la prison de Holloway où elle entame une grève de la faim mais n'est pas nourrie de force. À 62 ans, elle fait partie des suffragettes emprisonnées les plus âgées avec Gertrude Wilkinson et Mary Ann Aldham.
Elle est libérée fin juin 1912 du fait de son âge, et reçoit la Hunger Strike Medal de la WSPU. Elle est l'une des signataires du mouchoir des suffragettes.
En 1913, Janet Boyd proteste pour le vote des femmes en refusant de payer les impôts exigés par le gouvernement (26 £). 
Elle passe ses dernières années à Moor House, la maison familiale, près de Durham. 
Elle meurt le 22 septembre 1928 à Gotherington, dans le Gloucestershire, et est enterrée à Llandrindod Wells dans le comté de Powys et figure au tableau d'honneur des suffragettes britanniques.